# Sinukleinopatija
Sinukleinopatije (takođe zvane α-sinukleinopatije) su neurodegenerativne bolesti koje karakteriše abnormalna akumulacija agregata alfa-sinuklein proteina u neuronima, nervnim vlaknima ili glijalnim ćelijama. Postoje tri glavna tipa sinukleinopatije: Parkinsonova bolest (PD), demencija sa Levijevim telima (DLB) i multipla sistemska atrofija (MSA). Drugi retki poremećaji, kao što su različite neuroaksonalne distrofije, takođe imaju α-sinukleinske patologije. Pored toga, studije autopsija su pokazale da oko 6% sporadične Alchajmerove bolesti pokazuje α-sinuklein pozitivnu Levijevu patologiju i da je podklasifikovana kao Alchajmerova bolest sa amigdalarnim ograničenim Levijevim telima (AD/ALB).